# 레오폴드 카페

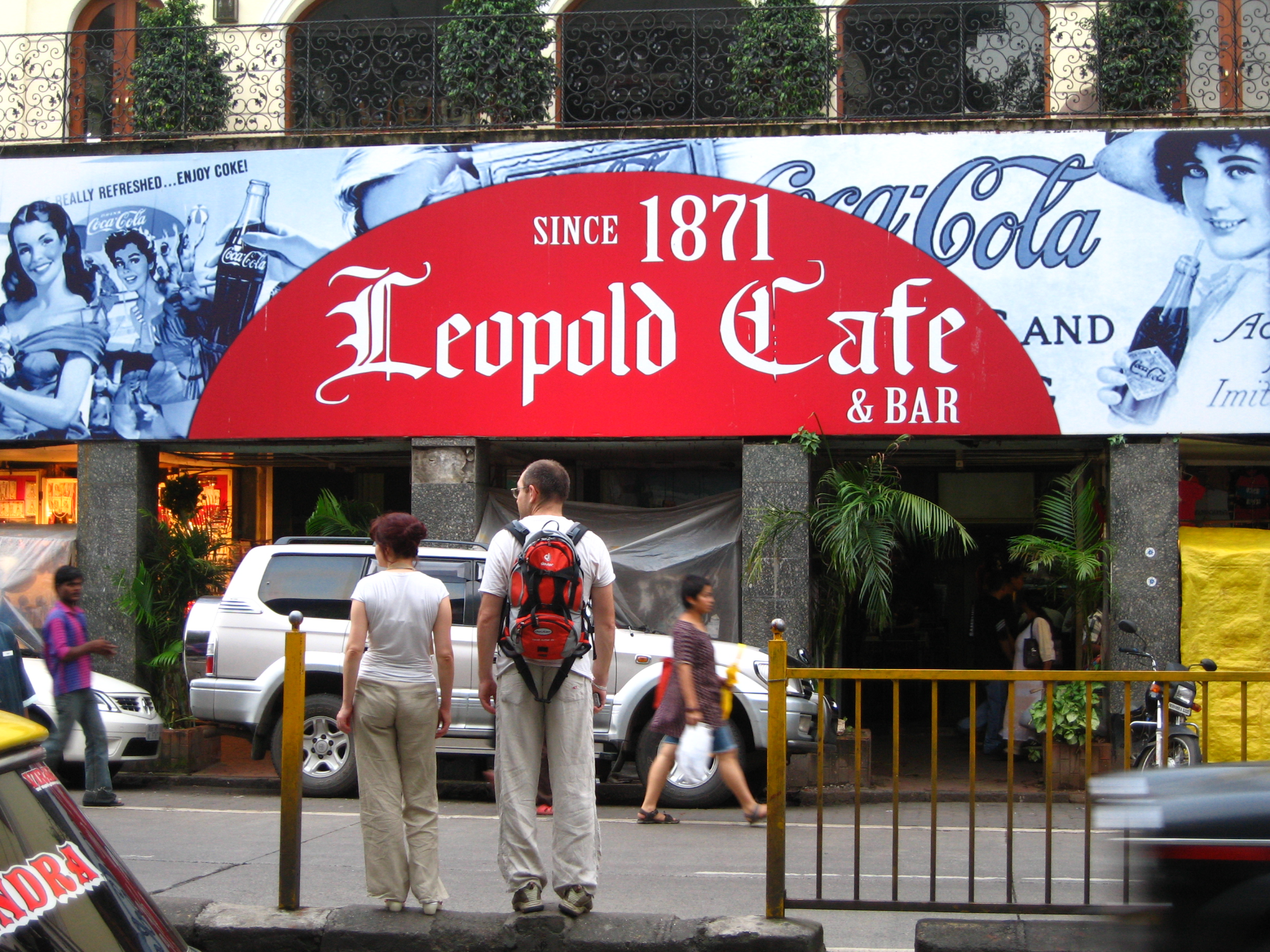
레오폴드 카페

레오폴드 카페(영어: Leopold Cafe & Bar)는 인도 뭄바이에 있는 식당이자 카페이다. 건너편에 콜라바 경찰서가 있다.
2008년 뭄바이 테러의 테러 대상지 중 하나이다.